# Poundbury
Poundbury je západní předměstí anglického města Dorchester. Žije v něm okolo 4 000 obyvatel, podle plánů by populace měla dosáhnout šesti tisíc. Nedaleko se nachází významná archeologická lokalita Poundbury Hill.
Sídlo bylo založeno v roce 1993. Na jeho budování dohlížel Karel III. Britský, který byl tehdy vévodou z Cornwallu. Vycházel ze své knihy A Vision of Britain: A Personal View of Architecture a snažil se vyhnout odcizenosti příměstských sídlišť, která v Británii vznikala po druhé světové válce. Záměrem bylo vybudovat soběstačnou komunitu, která nebude sloužit jen k přespávání. Většina obyvatel by měla najít práci v místě, sídlí zde např. potravinářská společnost Dorset Cereals. Experimentální předměstí bylo navrženo podle zásad udržitelného rozvoje a jeho struktura má upřednostňovat pěší přesuny. K vytápění domů je používán bioplyn. Bydlení v Poundbury má být dosažitelné pro každého, 35 procent bytů je proto vyhrazeno pro nízkopříjmové vrstvy.
Autorem projektu v duchu nového urbanismu je Léon Krier. Architektura vychází z klasických vzorů, nejsou zde povoleny výškové budovy. Bydlení kombinuje řadovky „mews“ s vlivy dorsetské lidové architektury. Centrem je náměstí s pomníkem královny matky a nesoucí její jméno. V srpnu se na náměstí koná festival lokální kultury. V roce 2018 byl otevřen místní chrám Dorchester Community Church.
Poundbury bývá kritizováno pro svůj kýčovitý vzhled vycházející z idealizovaných představ o minulosti. Poukazuje se také na skutečnost, že některé sliby nebyly splněny, například používání automobilů je navzdory původnímu záměru v Poundbury častější než v okolních obcích.